# Miss Gay Filipinas
Miss Gay Filipinas (en inglés: Miss Gay Phillipines; MGP) es un concurso de belleza queer que tiene lugar en Filipinas. Considerado el concurso de belleza gay nacional de más larga duración en Filipinas, Miss Gay Filipinas fue fundado en 1979 por el periodista de entretenimiento y presentador de programas de entrevistas Chito Alcid.  Miss Gay Filipinas actualmente es propiedad del Grupo Betera.

## Historia
Miss Gay Filipinas fue fundado en 1979 por Chito Alcid, un reportero de entretenimiento y presentador de programas de entrevistas filipino. Eddie Mercado, famoso actor filipino y solicitado presentador de concursos de belleza, fue el anfitrión original de esta competencia. El certamen tiene como objetivo promover la integración de las personas LGBT filipinas en la vida corriente del país. En una entrevista con el Daily Guardian, Alcid dijo: "[Miss Gay Filipinas] es una plataforma para que desarrollen aún más su personalidad, para que sepan cómo ser homosexuales más productivos, para que sean profesionales al tratar con la gente... [y] para recordarles la importancia de los valores morales y su relación con la sociedad". 
Tras la muerte de Alcid en 2013, la franquicia Miss Gay Filipinas fue adquirida por el Grupo Betera. La ganadora del título de Miss Gay Filipinas — Universo representó a Filipinas en el certamen Miss International Queen que se celebraba anualmente en Tailandia hasta 2015, cuando el conglomerado de medios Viva Entertainment y la ciudad de Manila lanzaron Miss Gay Manila.

## Cualificaciones
Para calificar como concursante de Miss Gay Filipinas, las concursantes deben cumplir con estos requisitos:
- Filipino que se identifica como gay, trans o bisexual
- Tener de 17 a 34 años
- Al menos 5'4" de altura
- Físico proporcionado
- Al menos un diploma de escuela secundaria
- Tener buenas habilidades de comunicación
- Tener buen carácter moral

Las identidades gay, trans y bisexuales se difuminan en la cultura filipina en una tercera identidad de género, bakla, en contraste con la estricta separación de género y sexualidad de la sociedad occidental.
Las posibles concursantes no tienen que ser concursantes de carrera para participar. Las concursantes de Miss Gay Filipinas también pueden tener títulos nacionales, de ciudad o de barrio local, pero pueden participar sin haber recibido otros títulos de certamen.
El proceso de selección se desarrolla en cuatro pasos hasta llegar a la noche de la coronación. En primer lugar, las posibles concursantes deben confirmar su disponibilidad para la orientación, las sesiones de fotos y el concurso en sí. En segundo lugar, las posibles concursantes pasan por una serie de entrevistas para confirmar sus calificaciones. En tercer lugar, las potenciales concursantes deberán abonar la tarifa de inscripción correspondiente para convertirse en candidatas oficiales. En cuarto lugar, todos las candidatas oficiales deben asistir a la orientación y a las sesiones fotográficas.

## Eventos de certamen
El certamen Miss Gay Filipinas consta de trajes tradicionales, un número de apertura, trajes de baño y vestidos de noche. Después de la presentación de los vestidos de noche, hay una ronda eliminatoria para reducir el número de concursantes. 
La última parte de la competición es una sesión de preguntas y respuestas con las concursantes restantes. Estos segmentos de preguntas y respuestas son una parte esencial del concurso. Una respuesta inteligente y articulada dada por una concursante es un factor importante en su éxito en el concurso. Posteriormente se otorgan títulos importantes y premios menores. 
Los concursos son juzgados por figuras prominentes de la cultura popular filipina, incluidas ex reinas de concursos de belleza. Entre los jueces anteriores se incluyen la modelo y ex reina de belleza Evangeline Pascual,  la actriz Susan Roces, la ganadora del concurso Miss International Melanie Márquez y el actor Eddie García.

## Títulos y premios
Desde su creación se han otorgado cinco títulos principales. El certamen de 2017 añadió dos títulos principales adicionales. Todos los títulos y premios vienen con una recompensa en efectivo. Los principales títulos otorgados en Miss Gay Filipinas son:
- Miss Gay Filipinas Universo
- Miss Gay Filipinas Mundo
- Miss Gay Filipinas Tierra
- Miss Gay Filipinas Internacional
- Miss Gay Filipinas Asia Pacífico
- Miss Gay Filipinas Gran Internacional
- Miss Gay Filipinas Globo

Los premios menores son:
- Rostro de Betera
- Premio del público
- La mejor en traje de baño
- La mejor en vestidos de noche
- Premio Placenta (otorgado a 3 concursantes)

## Campeonas de Miss Gay Filipinas
Fuente
| Edition | Miss Gay Philippines — Universe            |
| ------- | ------------------------------------------ |
| 2022    | - Pep Lastimosa                            |
| 2021    | -                                          |
| 2020    | -                                          |
| 2019    | -                                          |
| 2018    | -                                          |
| 2017    | Tamira Ivonne Willis                       |
| 2016    | Justine Ashley Rojas                       |
| 2015    | Catrina Camille Marcos and Vanessa Cabrera |
| 2014    | Kweeeen Bautista                           |
| 2013    | Kim Marie Villagallano                     |
| 2012    | Erriz Erikha Lanceta                       |
| 2011    | Trixie Maristela                           |
| 2010    | Nixie Salonga                              |
| 2009    | Boom Reyes                                 |
| 2008    | Gheng Azarcon                              |
| 2007    | Lena Santos                                |
| 2006    | Erica Illustre                             |
| 2005    | Rain Marie Madrigal                        |
| 2004    | Jamby Garcia                               |
| 2003    | Amor Montecarlo                            |
| 2002    | Lt Montecarlo                              |
| 2001    | Keena Marie McBride                        |
| 2000    | Barbie Anderson                            |
| 1999    | Lovely Linda                               |
| 1998    | Mylene Cabrera                             |
| 1997    | Lance Perta                                |
| 1996    | Evangiline Ramirez                         |
| 1995    | Bong Magat                                 |
| 1994    | Tony Rose Gaida                            |
| 1993    | Cindy Bumabat                              |
| 1992    | Ana Lizel Smiling                          |
| 1991    |                                            |
| 1990    |                                            |
| 1989    |                                            |
| 1988    |                                            |
| 1987    |                                            |
| 1986    |                                            |
| 1985    | Barbie Anne Wolfe                          |
| 1984    | Patricia Hilario                           |
| 1983    | Bo Magat                                   |
| 1982    | Joy Perez Mendez                           |
| 1981    | Cecilia Antonio                            |
| 1980    | Ma. Christina Canlas                       |
| 1979    | Mario Canlas                               |

## Significado
A través de las secciones de preguntas y respuestas del certamen, las participantes de Miss Gay Filipinas tienen la oportunidad de defender la equidad LGBT en Filipinas a escala nacional. Los espectáculos gay y el travestismo se utilizan como fuente de sanación para los hombres filipinos homosexuales. El académico y escritor filipino J. Neil García ha hecho referencia a Miss Gay Filipinas en sus obras relacionadas con las nociones occidentales de performatividad de género e identidades queer en Filipinas.
Los concursos de Miss Gay Filipinas han influido en la difusión de los concursos de belleza gay en varios barangays, barrios locales, en todo Filipinas. Estos concursos de belleza gay a menudo sirven para recaudar fondos para las comunidades bakla locales. Muchas concursantes de Miss Gay Filipinas han participado en estos concursos de belleza gay más pequeños.
Los concursos de Miss Gay Filipinas también se han extendido a países donde los filipinos han emigrado. Los inmigrantes filipinos LGBT han celebrado concursos similares de Miss Gay Filipinas en Oslo y Toronto.

## Participantes notables
Trixie Maristela, Miss Gay Filipinas — Universo 2011, fue coronada Miss International Queen, el concurso de belleza trans más grande del mundo, en 2015. Maristela es la segunda participante de Filipinas en ganar el título. Desde entonces, Maristela ha aparecido en programas de televisión filipinos como Karelasyon y Magkapailanman de GMA9.
Ian Valdez, un actor que ha aparecido en películas en tagalo como Woman of Breakwater, fue concursante de Miss Gay Filipinas.

## Controversias
Miss Gay Filipinas, junto con otros concursos de belleza gay filipinos, son una gran parte de la cultura LGBT en Filipinas. Sin embargo, los concursos de belleza gay filipinos, según Justin Francis Bionat de la revista LGBT filipina Outrage Magazine, "no necesariamente promueven ser LGBT, sino que explotan a quienes se unen a ellos".
Erriz Lanceta, ganadora del título Miss Gay Filipinas — Universo 2012, fue criticada por los comentarios transfóbicos que hizo hacia la concursante de Miss Universo Canadá, Jenna Talackova. Talackova fue la primera mujer trans en competir en el certamen después de que se revisaran las reglas de Miss Universo para permitir la participación de mujeres trans. En una entrevista con Bombo Radyo Iloilo, Lanceta hizo comentarios hacia Talackova y otras mujeres trans que cuestionaron su capacidad para responder preguntas sobre ser una "mujer real".
Kristine Coronel y Vodca Dee, poseedoras originales de las coronas de Miss Gay Filipinas Internacional y Asia Pacífico 2015 respectivamente, fueron destronadas de sus títulos y como miembros del Grupo Betera por la reiterada violación de la sección (e) del memorando de acuerdo para las ganadoras de Miss Gay Filipinas que prohíbe a los talentos participar en certámenes menores. Toni López y Tyra Syntangco reemplazaron a Kristine Coronel y Vodca Dee, respectivamente.